# Ellipteroides (Protogonomyia) praetenuis
Ellipteroides (Protogonomyia) praetenuis is een tweevleugelige uit de familie steltmuggen (Limoniidae). De soort komt voor in het Oriëntaals gebied.